# سباستاتسی موراد
سباستاتسی موراد (ارمنی: Սեբաստացի Մուրատ؛ ۱۸۷۴ – درگذشته۴ اوت ۱۹۱۸) یک فدایی ارمنی سرشناس در جریان جنبش آزادی‌بخش ملی ارمنی در امپراتوری عثمانی بود. در دهه ۱۸۹۰ وی عضو حزب‌های هنچاک‌ها و سپس فدراسیون انقلابی ارمنی بود.

## زندگی
وی با نام اصلی موراد خریمیان در سال ۱۸۷۴ در سباستیا در ارمنستان غربی به دنیا آمد. در سال ۱۹۰۴ وی یکی از رهبران خیزش ساسون بود. در سال ۱۹۰۵ وی در سازماندهی دفاع از مردم محلی ارمنی در برابر یورش‌های تاتارها شرکت کرد.